# 12645 Jacobrosales
12645 Jacobrosales eller 4240 T-2 är en asteroid i huvudbältet som upptäcktes den 29 september 1973 av den nederländsk-amerikanske astronomen Tom Gehrels och det nederländska astronomparet Ingrid van Houten-Groeneveld och Cornelis Johannes van Houten vid Palomarobservatoriet. Den är uppkallad efter Jacob Rosales och Jacob Rosales Chase.
Asteroiden har en diameter på ungefär 2 kilometer och den tillhör asteroidgruppen Nysa.